# Dziewguny (obwód grodzieński)
Dziewguny (biał. Дзяўгуны, Dziauhuny; ros. Девгуны, Diewguny) – wieś na Białorusi, w obwodzie grodzieńskim, w rejonie lidzkim, w sielsowiecie Dworzyszcze.

## Historia
W dwudziestoleciu międzywojennym folwark leżący w Polsce, w województwie nowogródzkim, w powiecie lidzkim, w gminie Żyrmuny.
Po II wojnie światowej w granicach Związku Sowieckiego. Od 1991 w niepodległej Białorusi.